# Верцери, Тереза Евстафия
Святая Тереза Евстафия (Терезия Эустокио; итал. Teresa Eustochio), в миру Игнация Верцери (итал. Ignazia Verzeri, 31 июля 1801, Бергамо — 3 марта 1852, Брешиа, Ломбардо-Венецианское королевство) — итальянская католическая монахиня-бенедиктинка, основала религиозную конгрегацию «Дочери Святейшего Сердца Иисуса» (итал. Figlie del Sacro Cuore di Gesù, лат. Institutum Filiarum Sacratissimi Cordis Jesu), которая занималась образованием девочек. Основывала детские дома и оказывала помощь старым и больным.
Канонизирована в 2001 году папой Иоанном Павлом II.

## Биография
Родилась в Бергамо 31 июля 1801 года в семье Антонио Верцери и графини Елены Педрокка-Грумелли. Её тётка Антония Грумелли, монахиня-клариссинка, предсказала, что девочке предначертано религиозное служение: «Бог предназначил тебе стать матерью святых детей». Её брат — Джироламо Верцери — стал епископом Брешии в сентябре 1850 года.
Каноник Джузеппе Бенальо, генеральный викарий Бергамо, занимался её обучением; позже она училась у бенедиктинских монахинь Санта-Грата в Бергамо. Будучи набожным и смышлёным ребёнком, Верцери не желала иного пути в жизни, кроме как пити служения Богу.
В феврале 1831 года с помощью Бенальо основала конгрегацию «Дочери Святейшего Сердца Иисуса», которая сосредоточилась на работе с  девочками, уделяя особое внимание их образованию. Бенальо умер в 1836 году, и Верцери стала управлять общиной самостоятельно. Она неустанно трудилась над созданием детских домов и оказывала разнообразную помощь старикам и больным.
Умерла 3 марта 1852 года в Брешии в возрасте 50 лет.
По состоянию на 2005 год в её ордене состояло 595 сестёр в 83 обителях в Албании, Аргентине, Боливии, Бразилии, Камеруне, Центральноафриканской Республике, Индии, Италии и Кот-д’Ивуаре.

## Почитание
Процесс канонизации Верцери был открыт при папе Льве XIII 23 августа 1883 года, когда он провозгласил её слугой Божьей. Папа Пий XI объявил её досточтимой 2 апреля 1922, признав героические заслуги. Беатифицирована 27 октября 1946 года папой Пием XII и канонизирована 10 июня 2001 года папой Иоанном Павлом II.
День памяти — 3 марта.